# Holmfirth
Holmfirth – miasto w Wielkiej Brytanii, w Anglii, w hrabstwie West Yorkshire, w dystrykcie Kirklees, w civil parish Holme Valley. W 2001 r. miasto to zamieszkiwało 1 980 osób.

## Babie lato
Holmfirth jest miejscem akcji serialu Babie lato, najdłużej emitowanego sitcomu w historii światowej telewizji, obecnego na antenie BBC One w latach 1973-2010. W miasteczku kręcono niemal wszystkie sceny plenerowe do serialu, w pobliżu pochowany również został - na swoje wyraźne życzenie - jeden z jego głównych aktorów, Bill Owen. Obecnie w Holmfirth istnieje możliwość zakupu licznych pamiątek związanych z serialem oraz odbycia zorganizowanych wycieczek po miejscach, które były w nim pokazywane. 